# La tumba de las luciérnagas (novela corta)
"Grave of the Fireflies" (火垂るの墓 Hotaru no Haka?) es una novela corta semiautobiográfica de 1967 del autor japonés Akiyuki Nosaka. Se basa en sus experiencias antes, durante y después del bombardeo de Kobe en 1945. Una de sus hermanas murió de enfermedad, su padre adoptivo murió durante el bombardeo propiamente dicho y su hermana adoptiva menor, Keiko, murió de desnutrición en Fukui. Fue escrito como disculpa personal a Keiko por su muerte.
La historia se publicó por primera vez en Japón en Ōru Yomimono (オール読物?  "Todo por la lectura") una revista mensual de literatura publicada por Bungeishunjū, en octubre de 1967. Nosaka ganó el Premio Naoki a la mejor literatura popular por este relato y por « Las algas americanas», publicado un mes antes  Ambos relatos cortos, junto con otros cuatro, se reunieron en un libro en 1968, publicado por Shinchōsha (ISBN 4-10-111203-7 ). "«La tumba de las luciérnagas» fue traducido al inglés por James R. Abrams y publicado en un número de la revista Japan Quarterly en 1978.  Más tarde se adaptó a la película de anime de 1988  la película homónima, dirigida por Isao Takahata y animada por Studio Ghibli. La película se estrenó el 16 de abril de 1988, más de veinte años después de la publicación de la obra original.  Fue adaptado nuevamente en dos películas de acción real, la primera del año 2005 para televisión, y la segunda del año 2008.
Se publicó en idioma español por la editorial española Editorial Acantilado, en un libro junto a la novela corta del mismo autor Las algas americanas, traducido por Lourdes Porta y Junichi Matsuura.
Nosaka explicó que «La tumba de las luciérnagas» es una «historia de doble suicidio». Isao Takahata, el director de la película de anime, dijo que veía similitudes con las obras del doble suicidio de Chikamatsu Monzaemon.

## Desarrollo
Akiyuki Nosaka escribió el libro en 1967, durante un periodo de gran crecimiento económico. Nosaka dijo que la época le parecía extraña y que «el verdadero espíritu de la humanidad era diferente», por lo que deseaba retratar una «humanidad idealizada» entre un hermano y una hermana, o «en última instancia, de un hombre y una mujer».  Añadió que deseaba situar a Seita, el protagonista, «en una situación idealizada». Nosaka dijo que él mismo había estado en un escenario así hasta los catorce años y que luego tuvo que crecer muy deprisa, quedando «peor» que otros niños. 

## Personajes

### Seita
Nosaka explicó que Seita y Setsuko sobreviven al ambiente bélico «encerrándose en un mundo propio».  El autor añadió que, tras la muerte de su madre, su única tutora, Seita «decide convertirse en el guardián de su hermana pequeña, aunque eso signifique enemistarse con el mundo».  Nosaka argumenta: «Por un lado, es muy trágico, pero también es una situación bendita. Para Seita, es como si pudiera intentar construir un paraíso sólo para ellos dos".  Nosaka argumentó que, aunque Seita “en realidad” no es un romántico, ya que también pasa hambre, “objetivamente hablando” Setsuko, a los cuatro años, está en el periodo en que “una niña parece la más tierna” y Seita acaba de tomar conciencia de su masculinidad en su periodo adolescente. El escritor afirma que ambos tienen una «evidente relación consanguínea» y que Setsuko es la única persona en la que Seita puede confiar.  Nosaka añade que «aunque existe un fuerte lazo de sangre, él está excluido de poder amarla como a una chica» y que su tensión aumenta hasta niveles elevados, por lo que se produce la sublimación. 
Nosaka explicó que Seita «está bastante mimado para ser un niño en tiempos de guerra» y que, por lo tanto, los niños de 1987 actuarían como él si les pusieran en esa situación.  Isao Takahata declaró que se vio obligado a adaptar la historia en una animación tras ver cómo Seita «era un niño de noveno grado único en tiempos de guerra».  Anteriormente creía que los chicos siempre desarrollaban la voluntad de vivir, pero Seita en cambio opta por no soportar los sentimientos difíciles; cuando su tía le insulta, Seita no actúa de forma estoica y en su lugar se retira de la situación. Takahata argumentó que los sentimientos de Seita son mejor comprendidos por los niños de 1987, que suelen basar sus decisiones en si son agradables o no, mientras que durante ese año su generación tenía la creencia de que Seita debía soportarlos. Takahata argumentó que «no son sólo los niños... Creo que los tiempos también se están volviendo así», y por eso le gustó la idea de adaptar la historia como película 
Nosaka dijo que en la historia, Seita «se transformaba cada vez más en un ser humano mejor», ya que intentaba «compensar todo lo que no podía hacer por sí mismo» y que nunca fue «amable como el protagonista». Nosaka explicó que «siempre pensé que quería realizar esos actos generosos en mi cabeza, pero no podía hacerlo». Creía que siempre daría comida a su hermana, pero cuando conseguía comida, se la comía. La comida sabía muy bien cuando escaseaba, pero después sentía remordimientos. Nosaka concluyó: «Creo que no hay nadie más desesperado en el mundo que yo. No puse nada de esto en la novela». 

### Setsuko
Nosaka dice que Setsuko también tiene que madurar rápidamente, y asume el papel de madre de Seita, «y otras veces, el de su compañera».  Setsuko actúa como apoyo espiritual de Seita, mientras que Setsuko depende de Seita para alimentarse.  Nosaka dijo que «al final, resulta que los días previos a su muerte son como el desarrollo de una historia de amor». 
Nosaka dijo que la muerte de su hermana era «una coincidencia exacta con la novela».